# Принцеза невеста (роман)
Принцеза невеста: Класична прича о искреној љубави и узбудљивој авантури С. Моргенстерна, Верзија само с добрим деловима (енгл. The Princess Bride: S. Morgenstern's Classic Tale of True Love and High Adventure, The "Good Parts" Version) је љубавно-фантастични роман америчког писца Вилијама Голдмана, први пут објављен 1973. године. Роман комбинује елементе комедије, авантуре, фантастике, драме, романсе и бајке. Металитерарно је представљен као скраћена верзија дужег дела измишљеног аутора С. Моргенстерна, а коментари и уметнуте опаске Голдмана присутни су током целе књиге. Књигу је у Србији у објавила издавачка кућа Вулкан 2019. године, у преводу Аљоше Молнара.
Роман је адаптиран у истоимени филм из 1987. године у режији Роба Рајнера, са Робин Рајт и Керијем Елвесом у главним улогама.

## Радња
Први део романа је Голдманова прича о сопственом животу, о томе како је дошао до тога да напише ову причу, и како је открио да наводна „историјска прича” коју му је читао његов отац заправо представља само верзију са „добрим деловима”. Он одлучује да истражи и пронађе оригинално класично дело. Када коначно наиђе на праву причу, коју је написао измишљени С. Моргенстерн, испоставља се да је то дугачка и прилично досадна прича са превише детаља. Зато Голдман одлучује да и он сам исприча верзију са „само добрим деловима” — и ту почиње прича о Љутићки.
У ренесансном свету, млада девојка по имену Љутићка живи на фарми у земљи Флорин. Она малтретира свог сиромашног слугу Вестлија, кога назива „Сирото Сељаче”, и тражи да извршава сваки њен хир. Његов одговор је увек: „Како заповедате”. Када Љутићка једном приликом схвати да га воли и призна му своја осећања, Вестли одлази у свет да стекне богатство како би могли да се венчају, обећавајући да ће се вратити. Међутим, она касније добија писмо у ком пише да је страшни пират Робертс напао Вестлијев брод. Уверена да је Весли мртав, Љутићка пада у очај. Годинама касније, она прихвата просидбу принца Хампердинка, престолонаследника Флорина.
Пре венчања, тројица одметника — сицилијански криминални геније Вицини, шпански мајстор мачевања Иниго Монтоја и џиновски турски рвач Фезик — отимају Љутићку. Њих четворо се пење уз Стене лудила помоћу канапа. Човек обучен у црно прати их у стопу. Када одметници стигну на врх, Вицини сече канап, али човек у црном успева да се задржи на литици. Вицини наређује Инигу да га убије, а затим одлази са Фезиком и Љутићком.
Човек у црном се пење на врх литице, где га чека Иниго, који жели да се освети шестопростом човеку који је убио његовог оца, Доминга Монтоју. Њих двојица започињу двобој мачевима левом руком и обојица се показују као прави мајстори. Током двобоја, обојица откривају да нису користили доминантну руку и настављају борбу са десном. Човек у црном побеђује, али поштеђује Инига и оставља га у животу.
Настављајући потеру за одметницима, човек у црном се суочава са Фезиком. Желећи да се бори поштено, Фезик баца камен као упозорење и изазива човека у црном на борбу. Човек прихвата изазов, надмудрује дивовског рвача и гуши га док не изгуби свест. Потом стиже до Вицинија. Љутићка је везана, са повезом преко очију, а на столу се налазе две чаше вина. Човек у црном вади бочицу отрова — праха иоцен — и изазива Вицинија на „борбу умова”. Он неприметно сипа отров у једну чашу и враћа их на сто. Када му одвуче пажњу, Вицини потајно замењује чаше. Када дође време да бирају, Вицини самоуверено узима чашу испред себе, наздравља и пије. Док се смеје, открива да је преварио човека у црном — али брзо пада мртав. Човек у црном открива Љутићки да су обе чаше биле отроване, али да је он развио имунитет на иоцен.
Он потом бежи са Љутићком и у једном тренутку тврди да женама не треба веровати и да она никада никог није заиста волела. Разјарена, она га гура у јаругу, узвикујући: „Можеш и да умреш што се мене тиче.” Док пада, он узвикне: „Како заповедате” — што је наводи да схвати да је он заправо Вестли. Она се баца за њим у јаругу, и њих двоје се страствено загрле. Међутим, њима за петама иду војници принца Хампердинка. Да би побегли, Вестли и Љутићка пролазе кроз Ватрену мочвару. Током пута, Вестли јој прича како је преживео сусрет са страшним пиратом Робертсом, који му је поштедео живот, импресиониран његовом љубављу према Љутићки и вештинама, и предао му своју титулу.
Пошто су преживели мочвару, заробљавају их принц Хампердинк и његов окрутни шестопрсти саветник, гроф Руген. Љутићка се договара да поштеде Вестлија и враћа се са принцом у замак. Руген, ипак, прати тајне принчеве наредбе и одводи Вестлија у подземну арену за лов — „Зоолошки врт смрти”. Тамо га мучи и исцрпљује својим изумом који исисава живот — Машином.
У међувремену, Љутићка сања ужасне снове о удаји за принца. Она му говори да је несрећна, па он обећава да ће послати бродове да траже Вестлија, али ако га не нађу — да ће се удати за њега. Испоставља се да је Хампердинк организовао отмицу и убиство Љутићке како би изазвао рат са суседном државом Гилдер. Сада верује да ће њена смрт током свадбене ноћи још више мотивисати народ да се бори.
На дан венчања, Фезик проналази Инига који се вратио пићу. Он му каже да је Руген човек са шест прстију који му је убио оца. Жеља за осветом трезни Инига, уз Фезикову помоћ. Пошто је Вицини мртав, њих двојица траже човека у црном, надајући се да ће његов ум помоћи да се осмисли напад на замак. Љутићка сазнаје да принц никада није послао бродове и изазива га исказујући своју трајну љубав према Вестлију. Бесан, Хампердинк укључује Машину и „убија” Вестлија. Његов врисак се далеко чује и доводи Инига и Фезика до Зоолошког врта смрти. Они спасавају Вестлијево тело и траже помоћ од чаробњака по имену Магични Макс. Он закључује да је Весли „углавном мртав” и успева да га врати у живот, иако он остаје слаб и парализован.
Вестли осмишљава план да нападну замак током венчања. У насталом хаосу, Хампердинк убрзава венчање. Љутићка жели да изврши самоубиство у брачној соби. Иниго јури Ругена кроз замак и убија га у двобоју. Вестли стиже до Љутићке пре него што она може да се убије и њих двоје се грле. И даље делимично парализован, Вестли прети Хампердинку, који показује да је кукавица. Уместо да га убије, Весли га поштеђује. Он, Љутићка, Фезик и Иниго беже на четири бела принчева коња. Причa се завршава низом незгода и војницима који их прате, али аутор наговештава да су ипак успели да побегну.

## Контекст
Овај роман користи неколико наративних техника, укључујући и измишљену причу о томе како је Голдман сазнао за књигу Принцеза невеста аутора С. Моргенстерна и одлучио да је адаптира. У Голдмановим „фуснотама” он описује како му је отац читао Принцезу невесту; тако је књига постала Голдманова омиљена, иако је никада није сам прочитао. Као отац, Голдман се радовао да ову причу подели са својим сином, и уложио је велики труд да пронађе примерак за синовљев рођендан — само да би се разочарао када је син одустао од читања након првог поглавља. Када се Голдман вратио књизи, открио је да оно што је веровао да је једноставан авантуристички роман, заправо представља горку сатиру политике у Моргенстерновом родном Флорину, и да је његов отац прескакао све политичке коментаре, остављајући само „добре делове”. То наводи Голдмана да сам скрати књигу у верзију сличну оној коју му је читао његов отац, додајући белешке које резимирају делове које је избацио. Моргенстерн и „оригинална верзија” су измишљени и служе за коментарисање природе адаптације и за истицање контраста између љубави и авантуре главне приче и обичности свакодневног живота. Државе Гилдер и Флорин су такође потпуно измишљене. Свако поглавље се одиграва на одређеној локацији. Роман има епизодну структуру, где се свака „епизода” одиграва у одређеном делу Краљевине Флорин (Литице лудила, Ватрена мочвара или Лоповски кварт).
Наратор Принцезе невесте, иако се зове Вилијам Голдман, представља ауторов алтер его који меша фикционалне елементе са неким биографским детаљима који одговарају ауторовом стварном животу. Голдманов приватни живот, како је описан у уводном делу и коментарима у роману, потпуно је измишљен. У Принцези невести Голдман тврди да има једног сина са супругом Хелен, психијатром. У стварности, Голдман се оженио Илен Џоунс, фотографкињом, 1961. године. Имали су две ћерке, Џени и Сузану, и развели су се 1991. године. Голдманови коментари садрже референце на његову стварну каријеру у Холивуду, укључујући запажање да је чувена сцена са литицом у филму Буч Касиди и Санденс Кид највероватније инспирисана Литицама лудила из Принцезе невесте. Иако је Голдман заиста написао сценарио за Буча Касидија и Санденс Кида 1969. године, није јасно да ли су све референце на његову каријеру засноване на истини. Коментари су опсежни и настављају се кроз цео роман до самог краја.
Прави корени књиге потичу из прича које је Голдман причао својим ћеркама (које су тада имале 7 и 4 године), од којих је једна тражила причу о „принцезама”, а друга о „невестама”. Голдман описује прва имена ликова из те „дечје саге” као „смешна имена: Љутићка, Хампердинк”. Роман се често сматра пародијом авантуристичких прича, али Голдман никада није имао намеру да га тако напише. Једноставно је желео да напише забавну бајку за своје ћерке. Теме романтике, бекства и освете такође доприносе утиску да ова књига може бити пародија. Имена земаља у роману заснована су на стварним називима кованица. Флорин је првобитно био златник који се ковао у Фиренци, а касније је постао назив за различите валуте и апоене. Гилдер је првобитно био холандски златник, а касније је био назив за разне валуте, углавном у Холандији и њеним територијама. Оба назива често се користе наизменично.
Голдман је рекао да је најпре написао поглавље о Љутићки, које је имало око 20 страна. Потом је написао друго поглавље, „Младожења”, о човеку за кога ће се удати; али је успео да напише само четири стране пре него што му је понестало инспирације. Онда му је пала на памет идеја да напише скраћени роман:
А када ми је та идеја синула, све се променило. Тенеси Вилијамс је говорио да постоје три или четири дана током писања драме када се дело само „отвори” пред тобом, и сви добри делови те драме потичу управо из тих дана. Е, па, Принцеза невеста се мени тако отворила. Никада нисам имао такво искуство у писању. Вратио сам се и написао поглавље о Билу Голдману у хотелу Беверли Хилс — и све је само потекло. Никада у животу нисам осећао тако снажну емоционалну повезаност с нечим што сам написао. Било је то потпуно ново и испуњавајуће искуство, и дошло је као оштар контраст у односу на свет филма у којем сам дотад радио — толико да сам пожелео да поново будем романописац.
Голдман је рекао да је био посебно дирнут док је писао сцену у којој Вестли „умире”.

### Сцена поновног сусрета
У једном коментару у оквиру романа, Голдман пише да није ништа додао „оригиналном” Моргенстерновом тексту. Међутим, он је ипак написао једну оригиналну сцену — емотивни поновни сусрет Љутићке и Вестлија — али, како наводи, његов издавач се успротивио том додатку. Голдман позива сваког читаоца који жели да прочита „Сцену поновног сусрета” да напише писмо издавачу и затражи један примерак.
Многи читаоци су заиста писали издавачу и добили одговор, али уместо додатне сцене, добијали су писмо у ком се наводе (очигледно измишљени) правни проблеми које су Голдман и његов издавач наводно имали са наследницима Моргенстерновог имања и његовим адвокатом, Кермитом Тресом. То писмо се повремено ажурирало — верзија из 1987. године помиње филм, док је у издању за 25. годишњицу објављено писмо са додатком о Кермитовој унуци, адвокатици по имену Карли. У издању за 30. годишњицу налази се фуснота која каже да су три странице сцене поновног сусрета сада доступне на интернету. Ипак, сам веб-сајт је садржао само текст оригиналних трију писама. Тај сајт је у међувремену уклоњен и замењен страницом издавачке куће Houghton Mifflin Harcourt, која пружа верзију писма из 2003. године као дигитални документ за преузимање.

## Љутићкина беба
Епилог у неким каснијим издањима романа, нарочито у издању поводом 25. годишњице, помиње наставак под насловом Љутићкина беба, за који се тврди да има „проблема са објављивањем због правних потешкоћа са имањем С. Моргенстерна”. У каснијим издањима је заправо понекад и одштампан Голдманов „узорак поглавља”.
То поглавље је нека врста растрзане збирке прича о бекству четворке на „Острво Јединог дрвета” и каснијој отмици Вејверли (ћерке Љутићке и Вестлија) од стране „лудог човека без коже на лицу”, који је на крају баца са планине. Поглавље се завршава тиме што Фезик, Вејверлина дадиља, скаче са планине како би је спасао, грлећи је да ублажи удар који, чини се, бар њему доноси смрт. Такође је занимљив и флешбек у Инигову прошлост, његову мачевалачку обуку, као и на некадашњу љубавну везу.
Поглавље наставља и са ауторовим обимним фуснотама након што он сазна — на своје велико негодовање — да је заштитнички настројено Моргенстерново имање коначно дозволило скраћену верзију Љутићкине бебе, али да га не ради Голдман, већ Стивен Кинг. Фусноте описују Голдманову посету измишљеној држави Флорин, у којој се налази популаран музеј посвећен „правој” причи Принцезе невесте и у којем су изложени предмети као што је Инигов шестопрсти мач.
У једном интервјуу из јануара 2007, Голдман је признао да има тешкоћа са осмишљавањем идеја за причу:
 Новинар: Чујем да радите на наставку Принцезе невесте под називом Љутићкина беба.
Вилијам Голдман: Очајнички желим да га напишем, и седим тамо и ништа се не дешава и љутим се на себе. Први пут ми се посрећило са Принцезом невестом, и волео бих да ми се поново посрећи.
Голдман је преминуо 2018. године, не завршивши наставак.